# Brevet de technicien supérieur agricole - Gestion forestière
Le brevet de technicien supérieur agricole - Gestion forestière (ou BTSA GF) est un diplôme français sanctionnant une formation de deux ans après le baccalauréat. Il est préparé dans un établissement d'enseignement agricole. Ce BTSA appartient au secteur Aménagement de l'espace et protection de l'environnement

## Le contenu de la formation

### L'enseignement général
Les modules de l'enseignement général sont identiques quel que soit le BTSA suivi (voir article BTSA).

### L'enseignement scientifique et technique
Il y a 6 modules spécifiques au BTSA Gestion forestière :
- M51 Diagnostics forestiers
- M52 Politique forestière, acteurs et territoires
- M53 Interventions de gestion durable en forêt ou autres espaces boisés
- M54 Mobilisation et valorisation du bois
- M55 Planification forestière
- M61 Stage(s) et formation en milieu professionnel.

Un autre module existe dans chaque BTSA mais son contenu est différent selon chaque établissement : il s'agit du MIL ou Module d'initiative locale.

## Évolutions et rénovations de la formation
En 1995, une première rénovation du référentiel de formation a été faite deux ans après le sommet de la terre de Rio et sa déclaration sur la forêt, alors que le concept de gestion durable des forêts prenait de l'importance avec l'émergence de labels tels que le FSC puis le PEFC (entre autres labels forestiers), alors que le diplôme avait peu évolué depuis sa création (1965),
En 2012 le BTSA « gestion forestière » a encore évolué (version approuvée en 2012, préparée depuis 2010), en élargissant le contrôle des acquis des candidats aux savoir-faire et pas seulement aux savoirs théoriques, et en insistant sur les trois grandes fonctions du développement soutenable attribuées aux forêts depuis Rio ; l’économie (production de bois matériau, bois énergie et produits autres que le bois), le social (accueil en forêt, loisirs et sports en forêt, patrimoine paysager et amménitaire, cadre de vie…) et l’environnement (protection des sols et des habitats forestiers, bois morts, humus, puits de carbone, contribution au maintien de la biodiversité...). Le référentiel intègre de profonds changements du métier de technicien forestier, qui est de moins en moins dédié à des tâches d’exécution et de présence en forêt et de plus en plus à des missions de conception et d’encadrement et de contrôle de service fait. 
En 2018, d'après un article paru en octobre 2018 dans la Revue forestière française intitulé « Le brevet de technicien supérieur agricole option “gestion forestière” : situation et perspectives », signé de Max Magrum (président du jury BTSA « gestion forestière » de 2012 à 2017) et de Bernard Roman-Amat (tous deux ingénieurs généraux honoraires des Ponts, des Eaux et des Forêts) 
la filière bois (et en particulier CSF bois qui « invite à raisonner à partir des marchés »  déplore qu'il n'ait pas pu intégrer quelques mutations du secteur ni sa structuration récente telles que la création en 2006 de l’interprofession France Bois Forêt (FBF) puis en 2011 de celle de France Bois Industries Entreprises (FBIE), puis fin 2013 celle du comité stratégique de la filière bois (CSF bois) fin 2013 ou encore le programme national de la forêt et du bois (PNFB, validé début 2017). Les professionnels voudraient que ce BTSA forestier prenne mieux et plus en compte les besoins et évolutions de la filière forêt-bois qui continue à se mécaniser, se robotiser, s'informatiser, etc. Pour ceci elle estime que le référentiel de formation devrait intégrer de nouveaux modules plus pointus sur la qualité des bois et leur classification, utilisations, ainsi que sur les industries de première et seconde transformations. De même pour la gouvernance de la filière forêt-bois, et ses instances représentatives et organisations professionnelles de l’aval de la filière. La filière souhaite que le technicien forestier puisse, par son rôle très en amont mieux contribuer à favoriser la valorisation des bois en aval. Avec les mêmes objectifs, elle souhaite aussi une rénovation BTSA « technico-commercial des produits de la filière forêt-bois ».

## Liste des établissements proposant le BTSA Gestion forestière
Il est possible de préparer le BTSA Gestion forestière dans un établissement d'enseignement agricole public ou dans un établissement d'enseignement agricole privé. Selon les établissements, le BTSA sera réalisé en formation scolaire ou en formation par apprentissage.
Il est aussi possible de préparer ce BTSA en formation à distance auprès du Centre national de promotion rurale (CNPR).

### Liste des établissements publics
Voici la liste des établissements publics d'après le site Educagri :
- Agrosup Dijon site de Marmilhat (Puy-de-Dôme)
- Antenne de Bazas du CFA Sabres (Gironde)
- Antenne de Neuvic CFA de la Corrèze - Brive (Corrèze)
- CFA des Vosges (Vosges)
- CFA du Doubs (Doubs)
- CFA Sabres (Landes)
- CFPPA Châteaufarine (Doubs)
- CFPPA Meymac (Corrèze)
- CFPPA Mirecourt (Vosges)
- LEGTA Crogny (Aube)
- LEGTA Le Mans (Sarthe)
- LEGTA Sartène (Corse)
- LEGTPA Bazas (Gironde)
- LEGTPA des Vosges (Vosges)
- LEGTPA Meymac (Corrèze)
- Site d'Aurillac du CFA Aurillac (Cantal)
- Site de Fontannes du LEGTPA Brioude Bonnefont (Haute-Loire)
- Site de Lavaur du CFA du Tarn (Tarn)
- Site de Noirétable du LEGTPA de Roanne Chervé (Loire)
- Site des Barres du LEGTA Le Chesnoy Les Barres (Loiret)

### Liste des établissements privés
Voici la liste des établissements privés proposant le BTSA Gestion forestière d'après le site de l'enseignement agricole :
- CEFA de Montélimar (Drôme)
- CEAP Saint Joseph de Mesnières en Bray (Seine-Maritime)
- LEAP Le Nivot de Loperec (Finistère)
- Lycée privé André-Alquier - Saint-Amans Soult (Tarn)
- MFREO de Javols (Lozère)
- MFREO de Loudéac (Côtes-d'Armor)
- Site de Poisy de l'ISETA de Poisy (Haute-Savoie)

## Admission et inscription
Il est possible d'accéder au BTSA Gestion forestière après un baccalauréat général scientifique, un baccalauréat professionnel Forêt ou Gestion des milieux naturels et de la faune, un baccalauréat technologique STAV. Il est nécessaire de passer par la procédure d'admission post-bac pour l'inscription si on sort de Terminale.
Pour suivre le BTSA par apprentissage, il est nécessaire d'avoir un maître d'apprentissage.

## Débouchés
Le BTSA Gestion forestière prépare aux métiers suivants :
- technicien forestier dans des organismes chargés de la forêt privée (coopératives forestières, CRPF)[10]
- technicien forestier à l'ONF[10]
- chef de chantier forestier[10]
- gestionnaire forestier[11]
- commis forestier[11].

Dans les années 2010/2018, plus de 300 jeunes obtiennent ce brevet chaque année, et 
En 2018 85 % des diplômés trouvent un emploi dans les 3 ans « majoritairement en CDI (83 %) et avec des salaires supérieurs au SMIC (...) en établissement public (Office national des forêts, Centre national de la propriété forestière), dans des coopératives forestières, chez des experts forestiers privés, dans des entreprises de travaux forestiers ou de valorisation du bois (...) ».  s'ils n'ont pas choisi de poursuivre leurs études (ce qui est le cas de 70% des diplômés).

## Poursuites d'études
Le BTSA est un diplôme préparant à la vie professionnelle. Mais il est possible de poursuivre des études après son obtention (ce que font 70% des diplômés en 2018).
Après un BTSA, il est possible de passer des concours, ou de suivre :
- une licence
- une licence professionnelle
- une classe préparatoire post BTS afin de passer des concours pour accéder à une formation en enseignement supérieur
- un autre BTSA[10].

Dans le cas où une personne suit un second BTSA, il est possible de le faire en un an ou d'être dispensé de certaines épreuves donc de certaines matières (en particulier les matières d'enseignement général).